# Minuto 90
Minuto 90 fue una revista deportiva dedicada exclusivamente al fútbol, editada en Chile desde el 11 de agosto de 1987 hasta mediados de 1993 por la empresa Editora y Comercial Los Andes S.A. y más tarde por la empresa Candelaria Inversiones S.A. desde mediados de 1993 hasta el 2 de mayo de 1995. Su contenido era especializado en el fútbol nacional e internacional.

## Historia
Esta revista deportiva chilena de circulación semanal que salía todos los martes, cuyo período de publicación se extendió por 7 años y 9 meses, entre el 11 de agosto de 1987 y el 2 de mayo de 1995, alcanzando 404 publicaciones numeradas. Además, Minuto 90 publicó ocho suplementos con reportajes de eventos o equipos destacados en la historia futbolística chilena. El dato curioso es la edición de la primera revista como prueba bajo el Nº 0 del 4 de agosto de 1987 que no salió a circulación para el público en general.
Su aparición en agosto de 1987 tuvo como objetivo cubrir la falta de informaciones detalladas, que abarcara en forma fidedigna y profesional, la actividad futbolística, su entorno y todos sus protagonistas. Además del relato competitivo se incluyó el comentario analítico, técnico y táctico, las estadísticas generales, razonadas y comparativamente comentadas.
Minuto 90 circuló compitiendo con las revistas deportivas Deporte Total (hasta octubre de 1989), Don Balón Chile y Triunfo del Diario La Nación (hasta mayo de 1995). También se puede decir que concordando con su eslogan La revista grande del fútbol, hasta la revista Nº 358 del 14 de junio de 1994, Minuto 90 se publicó en su formato original de 26 cm. por 37 cm., y desde el Nº 359 del 21 de junio de 1994, su formato fue rebajado a 21 cm. por 27 cm. y los ocho suplementos especiales se publicaron en formato de 18 cm. por 26 cm.

### Ubicación de la redacción
La redacción de Minuto 90 estuvo ubicada primero en calle Amunátegui 86, Of. 603, en el Centro de Santiago (1987-1989), luego en Santa Beatriz 40 (1989-1991), Condell 495 (1991-1992), General Flores 183 (1992-1994), ambas en Providencia, en Fanor Velasco 41, Departamento D en el Centro de Santiago (1994) y nuevamente en Providencia en calle General Bari 115 (1994-1995).

### Suplementos especiales
- Con la edición Nº 252 del 02-06-92, la revista: 30 Años: Mundial del '62.
- Con la edición Nº 261 del 04-08-92, la revista: La 'U': Ballet Azul.
- Con la edición Nº 278 del 01-12-92, la revista: UC '49.
- Con la edición Nº 284 del 12-01-93, la revista: Cobreloa Campeón '92.
- Con la edición Nº 294 del 23-03-93, la revista: Guía del Fútbol: Copa Chile '93.
- Con la edición Nº 300 del 04-05-93, la revista: Colo Colo '73.
- Con la edición Nº 344 del 08-03-94, la revista: Colo Colo y Unión Española: Copa Libertadores '94.
- Con la edición Nº 345 del 15-03-94, la revista: Guía del Fútbol: Copa Chile '94.

Todas de 36 páginas.

### Evolución de cantidad de páginas
- Con 44 páginas desde el Nº 1 (11-08-1987) al Nº 360 (28-06-1994)
- Con 52 páginas desde el Nº 361 (05-07-1994) al Nº 396 (07-03-1995)
- Con 40 páginas desde el Nº 397 (14-03-1995) al Nº 404 (02-05-1995)

## Redacción de la revista
Con el periodista Raúl Pizarro Rivera como director y Carlos Araya Cortés, de subdirector, además de Orlando Cabrera Zúñiga; formaban el equipo inicial de Minuto 90 en 1987: Sergio Araya Cortés, Roberto Mario Gasc, Harold Mayne-Nicholls, Marco Sotomayor, Roberto Enrique Vallejos Guzmán, Hernán Vergara M. y Juan Carlos "Caco" Villalta Atlagic (redactores); Gustavo Aguirre, Patricio Caldichoury, Jorge Hevia, Juan Manuel Ramírez Barrenechea, Eduardo Tastets, Carlos Vidal Velásquez y Andrés Zarhi (colaboradores).
Minuto 90 tuvo corresponsales en Arica (Alberto Loy Corrales), Iquique (Félix Reales Vilca y Héctor Vivero Donoso), Calama (Ramiro Ramírez y Arturo Larraín Ávalos), Antofagasta (Michje Michelle y Miguel Serrano Julio), El Salvador (Mario Galvani Aravena Sáez), Copiapó (Maguín Carvajal Cortés), La Serena/Coquimbo (Homero Miranda Rodríguez), Valparaíso/Viña del Mar (Patricio Gatica Montecinos, Claudio Irribarra Tobar y Carlos Gustavo Lillo Rodríguez), La Calera (Alejandro Carrillo Fritis), San Felipe/Los Andes (Luis Fara), Quillota (John Silva y Raúl Gardella Figueroa), Rancagua (Patricio Iván Muñoz Morales), San Fernando (Rolando Villegas Bravo), Curicó (Carlos Pozo Carvacho), San Vicente de Tagua Tagua (Jorge Correa Pérez), Linares (Enrique Gutiérrez), Talca (Fernando Cordero), Chillán (Roberto Fuenzalida), Concepción (Mario Pantoja Gibbons y Carlos Alarcón), Talcahuano (Carlos Huerta), Los Ángeles (Ismael Rioseco Larenas), Angol (Juan Salgado), Temuco (Juan Villegas), Valdivia (René Osses y Waldemar Ritter Arcos), Osorno (Luis Veloso Cárdenas) y Puerto Montt (Alejandro Soto) y en países como Argentina (Juan Araya), Brasil (Patricio de la Barra Nazif), México (Carlos Hachet y Carlos Hurtado), España (Gabriel Castro y José María Forte), Estados Unidos (Orlando Lizama, Washington D. C.; Eduardo Rojas, Los Ángeles, y Jorge Brignole, San Francisco), Italia (Jorge Piña), Inglaterra (Fernando Pizarro Bonder) y Francia (Willy Mimica). 
En Minuto 90 escribieron diversos periodistas: Alberto Gesswein, Matías del Río, Alberto Fouillioux Mosso (hijo de Alberto Fouillioux), Hernán Hernández, Richard Olate, Igor Ochoa, José Antonio "Toño" Prieto (hijo de Andrés Prieto), Ernesto Lagos, Camilo Rey, Aldo Schiappacasse, Gerardo Ayala Pizarro, Álvaro Sanhueza Maripangue (también Secretario de Redacción de la revista en 1994 y 1995), Rodolfo Larraín Figaredo, Christian Winklmeier, Patricio Muñoz Ortega, Patricio Morales, Cristián Fierro, Raúl Neira (hijo de Miguel Ángel Neira), entre otros.

## Directores-editores de la revista
- Desde el Nº 1 (11-08-1987) al Nº 213 (03-09-1991): Raúl Pizarro Rivera como Director
- Desde el Nº 214 (10-09-1991) al Nº 363 (19-07-1994): Héctor Vega Onesime como Director
- Desde el Nº 364 (26-07-1994) al Nº 365 (02-08-1994): José Antonio Prieto Bunster como Editor Interino
- Desde el Nº 366 (09-08-1994): al Nº 404 (02-05-1995): Igor Ochoa Benítez como Editor

## Secciones
- Actualidad: notas a los partidos de la fecha, entrevistas y temas de actualidad.
- Editorial: columna a cargo del director de la revista.
- Estadísticas: fichas de los partidos, recaudaciones, público, cifras, público por equipo y detalle del rendimiento de arqueros, árbitros y tarjetas.
- Muy Privado: breves con distintos temas.
- Informe Semanal: tema de actualidad en profundidad.
- Cartas: misivas de los lectores.
- Internacional: breves y nota en profundidad del fútbol sudamericano y europeo. Incluía breves con el título En órbita.
- Cadetes: nota y estadísticas del fútbol juvenil e infantil.
- Entretiempo: datos históricos en Banco de Datos, frases destacadas de la semana en Para el bronce, viñeta humorística de Orlando Lagos en Humortivo y nota o entrevista breve en Cosas que pasan.

## Cierre de Minuto 90 (mayo 1995)
En junio de 1994, habiendo disminuido la demanda y en consecuencia las ventas, la propietaria de Minuto 90, Candelaria Inversiones S.A., decidió rebajar su precio de venta, mejorando la calidad de la publicación, reduciendo la cantidad de páginas y disminuyendo el formato, pero los cambios que mejoraron su imagen no fueron suficiente para mantener su circulación y el 2 de mayo de 1995 dejó de publicarse.